# Haruna Ikezawa
Haruna Ikezawa (池澤 春菜, Ikezawa Haruna, née le 15 décembre 1975) est une actrice japonaise de doublage née à Athènes, en Grèce, mais élevée dans la préfecture de Kanagawa, au Japon. 

## Biographie
D'abord attachée à 81 Produce, Haruna Ikezawa est affiliée à Oscar Promotion depuis 2002. Elle est la fille ainée de l'écrivain Ikezawa Natsuki lauréat du prix Akutagawa, et petite-fille de l'écrivain Takehiko Fukunaga.
Elle est surtout connue pour interpréter des rôles enjoués ou mystérieux tels que Bakusō Kyōdai Let's & Go!! (ja), (Gō Seiba), Hamtaro, (Haruna Hiroko (Roku-chan), Maria-sama ga Miteru, (Yoshino Shimazu), et Sergent Keroro (Momoka Nishizawa).
Elle est membre du groupe d'actrices de doublage « More Peach Summer Snow », en compagnie de Chiwa Saitō, Mamiko Noto et Ryō Hirohashi.

## Doublage

### Animation télévisée
- Alice SOS (Yukari Ashikawa)
- Atashin'chi (Yukarin)
- Bakusō Kyōdai Let's & Go!! (ja) series (Gō Seiba)
- The Big O (Lola)
- Clamp School Detectives (Nagisa Azuya)
- Futari wa Pretty Cure series (Porun)[2]
- Gaiking : Legend of Daiku-Maryu (Puroisuto)
- Gals! (Miyu Yamazaki)
- Guardian Hearts (Chelsea)
- Gegege no Kitaro (Amabié)
- Gravion series (Runa Gusuku)
- Gravitation (Noriko Ukai)
- Hamtaro (Hiroko Haruna, Torahamu-chan)
- Jūsō Kikō Dancouga Nova (Aoi Hidaka)
- Karakuri Kiden Hiwou Senki (Hana)
- Kidō Shinsengumi Moeyo Ken (Kaori Okita)
- KimiKiss pure rouge (Mao Mizusawa)
- Les Enquêtes de Kindaichi : Kindaichi Case Files (Fumi Kinda'ichi)
- Maria-sama ga Miteru (Yoshino Shimazu)[2]
- One Piece (Keimi)
- Les Mystérieuses Cités d'or (Miner)
- RESTOL, The Special Rescue Squad (Punky)
- Sergent Keroro (Momoka Nishizawa)[2]
- Taro the Space Alien (Gōjasu)
- UFO Baby (Cristine Hanakomachi)
- Virus Buster Serge (Mirei)
- Zatch Bell! (Li-en)

### OVA
- ICE (anime) (Hitomi Aida)
- The King of Fighters: Another Day (Athena Asamiya)

### Theater animation
- Keroro Gunso the Movie (Momoka Nishizawa)

### Jeux vidéo
- Atelier Marie (Marlone)
- Ayakashi Ninden Kunoichiban (Ouka Shirase)
- Crash Bandicoot 2: Cortex Strikes Back (Coco Bandicoot)
- Crash Bandicoot 3: Warped (Coco Bandicoot)
- Crash Bash (Coco Bandicoot)
- Crash Team Racing (Coco Bandicoot)
- Cross Edge (Marlone)
- Konjiki no Gash Bell series (Li-en)
- Série King of Fighters (Athena Asamiya, Foxy)
- Lunar: Silver Star Story (Jessica de Alkirk)
- Magical Drop III (Lovers, Death)
- Super Robot Wars series (Runa Gusuku, Aoi Hidaka)
- Tales of Xillia (Tipo)
- Tales of Xillia 2 (Tipo, Lulu)
- The Alchemist Code (Lamia[3])

## Software
- Nana Macne, Nana Petit and Whisper☆Angel Sasayaki (Macne series)

## Live roles
- VoiceLugger (Yuuki Haruka/VoiceLugger Rose)